# Taragt
Taragt (mongolisch Тарагт) ist ein Sum (Distrikt) des Öwörchangai-Aimag in der südlichen Mongolei. 2008 wurde die Bevölkerung auf 3313 Personen geschätzt. Sei 2020 ist Tymurbaatar Nyamdavaa (Төмөрбаатарын Нямдаваа, Tömörbaataryn Nyamdavaa) Gouverneur des Distrikts.

## Geographie
Taragt ist der zentrale Sum der Provinz. In seinem Zentrum liegt die Provinzhauptstadt Arwaicheer. Die Hauptstadt Ulaanbaatar ist ca. 465 km entfernt. Das Gebiet liegt zum großen Teil auf Höhen über 1900 m. Die Gebirge Öldzeyte Öndör Uula (2211 m, auch: Gora Ultszeytu ula, Mount Ultszeytu undur ula) im Norden und Haan Hügshin Uul (2592 m, auch: Gora Khan khugshin ula, Haan Hoegshin Uula) im Westen, sowie der gleichnamige Fluss Taragt prägen das Gebiet.
Die Distriktsverwaltung ist in Hüremt angesiedelt, unweit der heißen Quellen Hüremtiyn Rashaan.
| Ujanga          | Baruun bajan-Ulaan                          | Baruun bajan-Ulaan |
| Chairchandulaan | Kompassrose, die auf Nachbargemeinden zeigt | Bajangol           |
| Chairchandulaan | Gutschin-Us                                 | Tögrög             |

## Sehenswürdigkeiten
Spuren menschlicher Besiedlung seit der Antike sind in dem Gebiet vorhanden. Sehenswürdigkeiten sind die heißen Quellen Hüremtiyn Rashaan (ХҮРЭМТИЙН ХАЛУУН РАШААН), der Heilige Berg Khangain Ovo (ХАНГАЙН ОВОО), das Steinmonument „Schwanenkreuzung“ (Хунтын гарамны чулуун хөшөө, Khuntyn garamny chuluun khöshöö), der Bajiin-Inschriftenstein (Бажийн дөрвөлжин бичээст чулуу, Bajiin dörvöljin bicheest chuluu), die Statue von Hadats Oberschenkel (Хадатын гуяын хөшөө, Khadatyn guyayn khöshöö), die Statue von Arwaicheer mit seinem Pferd (Арвайхээр морины хөшөө, Арвайхээр морины хөшөө) und die Gedenktafel am Geburtsort des Staatsmannes Peldschidiin Genden, sowie die Kultstätte Mongol tümnii moriny ikh shüteen (МОНГОЛ ТҮМНИЙ МОРИНЫ ИХ ШҮТЭЭН, Mongol tümnii moriny ikh shüteen).

## Persönlichkeiten
- Peldschidiin Genden (1892–1937), Politiker
- Battschimeg Migeddordschiin (1973–2020), mongolische Politikerin
- Tsedevi Bundy (Цэдэвийн Банди)
- Galsanvandan Tsodol (Галсанвандангийн Цоодол)
- Samdangiin Sosorbaram (Самдангийн Сосорбарам)
- Batmunkhins Sangisuren (Батмөнхийн Сангисүрэн)